# 後特羅珀爾格拉本河
49°5′16.51″N 10°57′59″E / 49.0879194°N 10.96639°E
後特羅珀爾格拉本河（德語：Hinterer Troppelgraben），是德國的河流，位於該國東南部，由巴伐利亞負責管轄，屬於施瓦本雷扎特河的左支流，河道全長2.1公里，流域面積2.1平方公里。